# École normale hébraïque de Casablanca
Pour les articles homonymes, voir ENH.
L’École normale hébraïque de Casablanca ou ENH, fondée en 1945, C'est un collège-lycée homologué par le ministère français de l'Éducation nationale, partenaire de l’Agence pour l'enseignement français à l'étranger, situé dans le quartier de l’Oasis à Casablanca au Maroc.

## Éléments historiques

### Les origines
L’École normale hébraïque Maguen David a vu le jour en 1946, sous l’impulsion de Samuel D. Lévy (1874-1970), pédagogue et philanthrope britannique et Jules Braunschvig (1908-1993), alors vice-président de l’Alliance israélite universelle (AIU).
L’objectif était de former des enseignants qualifiés, capables de transmettre et dispenser les connaissances fondamentales du judaïsme, ainsi que d’assurer l’éducation juive en vue de régénérer le potentiel des écoles et des communautés. Au programme, un enseignement moderne, hébraïque, français et arabe d’excellente qualité.
Sous la houlette du rabbin Isaac Rouche (1906-1983), qui supervise les études juives, elle est dirigée par Émile Sebban (1922-2013), un cadre des Éclaireurs israélites de France (EIF) arrivé au Maroc en 1946. « Après la Shoah, il fallait redonner aux juifs de nouvelles raisons de vivre et d’espérer. Nous n’aurions pas pu ouvrir cette école ailleurs. C’est au Maroc que se trouvait la communauté la plus importante d’Afrique du Nord. À l’époque, nous n’avions pas conscience qu’elle allait massivement émigrer vers Israël, la France ou le Canada. ».
Le cursus des études était de cinq ans, en internat. Le programme des études comprenait l’apprentissage de l’hébreu en plus des matières générales. Il était sanctionné par un diplôme d’études secondaire. En 1950, l’effectif était de soixante-quinze élèves.
L’école devient une pépinière d’enseignants, de cadres communautaires et d’éducateurs. En tant qu’école de formation d’enseignants elle abandonna sa vocation originelle vers 1967 pour devenir un établissement scolaire classique.

### L’école aujourd’hui
Aujourd’hui, l’école, située dans le quartier résidentiel de l’Oasis, compte encore 150 élèves. Elle accueille des élèves de la sixième à la terminale. Chaque classe compte en moyenne 22 élèves. Les collégiens et lycéens de cet établissement scolaire sont de confession juive.

### Anciens élèves
- David Banon, philosophe et professeur d'université
- Gad Elmaleh, comédien
- Salomon Malka, journaliste et écrivain
- Daniel N. Sebban, auteur de bandes dessinées